# Mesanthura ocellata
Mesanthura ocellata är en kräftdjursart som beskrevs av Barnard 1925. Mesanthura ocellata ingår i släktet Mesanthura och familjen Anthuridae. Inga underarter finns listade i Catalogue of Life.